# Pasaje del Ciclón
El pasaje del Ciclón (oficialmente "Pasaje del Comercio y de la Industria") es una galería comercial y residencial existente en la ciudad de Zaragoza. Su nombre popular "el Ciclón" proviene de la antigua juguetería que ocupaba una parte de su interior y que fue uno de los últimos comercios en cerrar sus puertas. Situado en el centro de la ciudad, esta edificación es ejemplo de arquitectura modernista de finales del siglo XIX y de principios del siglo XX. El Pasaje de Ciclón de Zaragoza es, junto al Pasaje Gutiérrez de Valladolid, y al Pasaje de Lodares de Albacete uno de los tres únicos ejemplos de este tipo de galerías que se conservan en España.

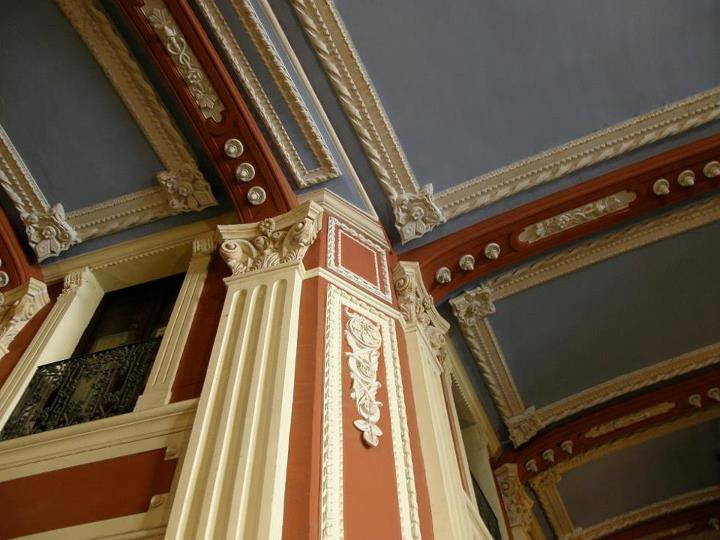
Detalle del Pasaje.

## Historia
El pasaje y el edificio de viviendas que lo alberga fueron construidos entre los años 1882 y 1883 por el arquitecto zaragozano Fernando de Yarza a instancias de su propietario, el marqués de Ayerbe. Asemejándose al estilo de las galerías comerciales tan de moda en Europa y, especialmente, en París en aquella época.
En los últimos años, el pasaje había permanecido en un estado de semiabandono quedándose como un lugar de paso sin apenas interés, ni para los turistas ni para la gente de la zona
Desde 2008, tras la Expo Internacional, el pasaje ha iniciado un proceso de renovación total tanto en el ámbito arquitectónico como en el comercial. El objetivo es crear comercios que siguieran la tónica tradicional del lugar pero con una visión renovada y moderna. 

## Diseño y decoración
Siguiendo los cánones del momento, el nuevo edificio se construyó con un elegante aire francés visible tanto en sus fachadas como en el interior del Pasaje. Además, las viviendas contaban con todos los adelantos de la época, y fueron adquiridas por lo más granado de la sociedad zaragozana de la época. 
Artísticamente se trata de un espacio interior de gusto finisecular, con un marcado aire clasicista muy del gusto de las clases pudientes de comienzos del siglo XIX; en definitiva se trata de un espacio pensado para el deleite de los pequeños nobles y burgueses de la Zaragoza del siglo XIX en ese deseo de dejarse ver y ser visto.
El pasaje en su conjunto, y en especial sus techos, cuentan con una elegante decoración de tipo geométrico y floral, con falsas columnas de inspiración neoclásica en las paredes del pasaje. Por otro lado, el pasaje consta de dos galerías que se cruzan en el centro, y tiene cuatro entradas, en la Plaza del Pilar, la calle Santiago, la calle Alfonso I y la Delegación del Gobierno. 